# Lawrence Durrell

Lawrence Durrell (27 de febrer de 1912 - 7 de novembre de 1990) va ser un escriptor conegut per les seves cròniques de viatges i per la tetralogia de novel·les El quartet d'Alexandria, en què es narra una mateixa història des de diferents punts de vista. Va treballar també com a periodista i agregat cultural britànic. El seu germà és Gerald Durrell, naturalista i autor d'una trilogia on explica l'estada de la família a Corfú, a finals dels anys trenta. Lawrence va casar-se quatre vegades i entre les seves amants destaca Anaïs Nin.
El seu estil barreja influències declarades de Konstandinos Petru Kavafis, la tècnica compositiva oriental (la seva família tenia arrels índies) i la tradició clàssica anglesa. Descriu un món sensualista, proper al decadentisme, en què predominen l'amor i la malenconia.

## Obres més rellevants
- Pied Piper of Lovers
- The Alexandria Quartet, 1962 (en català: El quartet d'Alexandria, Ed. Proa, Barcelona)
  - Justine, 1957
  - Balthazar, 1958
  - Mountolive, 1958
  - Clea, 1960
- The Revolt of Aphrodite, 1974
  - Tunc, 1968
  - Nunquam, 1970
- The Avignon Quintet, 1992
  - Monsieur, 1974
  - Livia, 1978
  - Constance, 1982
  - Sebastian, 1983
  - Quinx, 1985
- The Greek Islands
- Transition: Poems
- Sappho: A Play in Verse